# Dalrype
Dalrype (Lagopus lagopus) er en hønsefugl i gruppen af skovhøns. Det er en standfugl, der yngler i fx birkeskove og på heder i Skotland, Skandinavien, Sibirien samt i Alaska og det nordlige Canada.

## Beskrivelse
Hannens sommerdragt er marmoreret brun, med en rødlig nuance til halsen og brystet, en sort hale, og hvide vinger og underside. Den har to iøjnefaldende lapper over øjnene, som bliver fremtrædende i ynglesæsonen. Hunnen er magen til, men mangler hagelapper og har brune fjer strøet over hele bugen. Om vinteren bliver fjerdragten for begge køn helt hvid, bortset fra den sorte hale.
Den kan skelnes fra Fjeldrype (L. muta) efter habitaten (dalrype er ikke påvist over trægrænsen), sin større størrelse og tykkere næb; sommerdragten er mere brun.

## Forplantning og adfærd
Dalrype er en hårdfør planteæder, men nyklækkede unger lever især af insekter.
Hos alle andre arter af ryper, tager kun hunnen ansvaret for ungerne. Men hos dalrypen tager også hannen ofte ansvar for afkommet, især i forsvaret mod rovdyr. Hannerne kan f.eks. angribe mennesker for at aflede opmærksomheden fra deres unger.